# 长头胸翼鱼
长头胸翼魚（学名：Dolichopteryx longipes）為輻鰭魚綱水珍魚目後肛魚科的其中一種，為深海魚類，分布於全球溫帶與熱帶海域，棲息深度500-2400公尺，體長可達18公分，棲息在大洋區，以小型甲殼類為食，生活習性不明。
其种加词“Longipes”意为“长头的”。